# Mobilize
Mobilize is het vierde studioalbum van de Amerikaanse punkband Anti-Flag. Het bevat acht niet eerder uitgegeven nummers en acht live opgenomen nummers. De live nummers zijn opgenomen op 1 december 2001 tijdens een concert in de Mr. Roboto Project, een podium in Wilkinsburg, Pennsylvania. De andere nummers zijn opgenomen in september en oktober 2001 in de Sound Scape Studios.

## Nummers
1. "911 for Peace" - 3:46
2. "Mumia's Song" - 2:26
3. "What's the Difference?" - 2:01
4. "We Want to Be Free" - 1:38
5. "N.B.C. (No Blood Thirsty Corporations)" - 2:14
6. "Right to Choose" - 2:59
7. "We Don't Need It!" - 3:19
8. "Anatomy of Your Enemy" - 3:04
9. "Underground Network (Live)" - 3:32
10. "Tearing Everyone Down (Live)" - 2:44
11. "Bring Out Your Dead (Live)" - 3:02
12. "A New Kind of Army (Live)" - 3:46
13. "Their System Doesn't Work for You (Live)" - 2:25
14. "Free Nation (Live)" - 2:56
15. "Spaz's House Destruction Party (Live)" - 3:10
16. "Die for the Government (Live)" - 31:22

## Muzikanten
Anti-Flag
- Justin Sane - gitaar, zang
- Chris Head - gitaar, zang
- Chris #2 - basgitaar, zang
- Pat Thetic - drums

Aanvullende muzikanten
- Spaz - zang (tracks 15 en 16)